# Shaghayegh Dehghan
Shaghayegh Dehghan (en persan: شقایق دهقان), née en février 1979 à Giessen en Allemagne, est une actrice iranienne. Elle est connue pour ses apparitions dans les séries télévisées de Mehran Modiri.
Elle s'est mariée avec scénariste/designeur Mehrab Ghasemkhani.

## Filmographie
- Fekr-e Palid (Sale pensée - Série télévisée)
- Zir-e noor-e-mah (Sous la pleine lune)
- Pavarchin (Sur la pointe des pieds - 2002 - Série télévisée)
- Kamarband ha ra bebandid (Attachez vos ceintures)
- Shabhaye Barareh (Nuits de Barareh - 2006 - Série télévisée)
- Faza Navardan (Les Astraunautes - 2006, Série télévisée)
- Bagh-e Mozaffar (Jardin de Mozaffar - 2007 - Série télévisée)
- Mard-e Hezar Chehreh (Homme aux milles facettes - 2008 -Série télévisée)